# الغطاء النباتي للمغرب

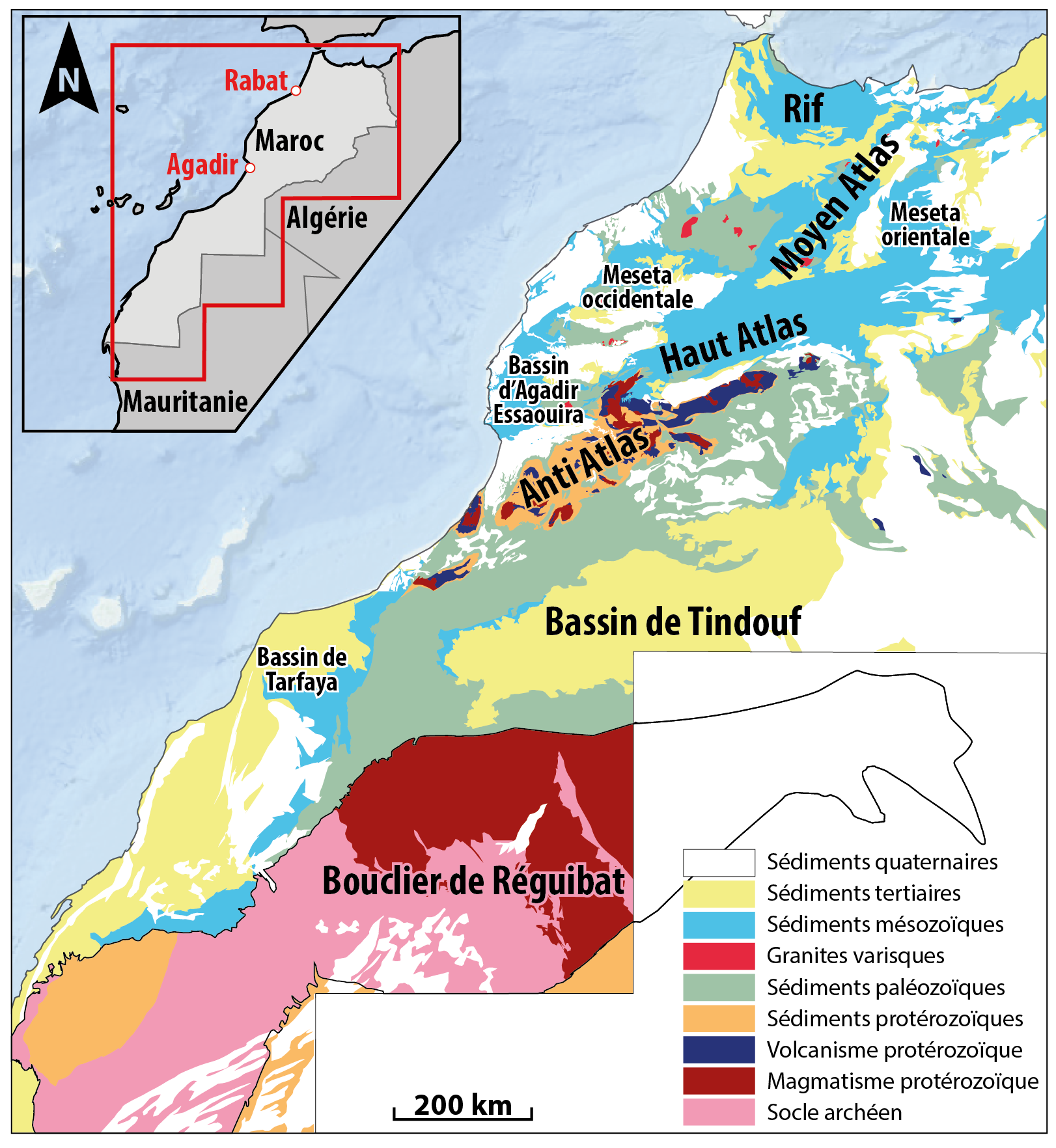
خريطة جيولوجية عامة للمغرب

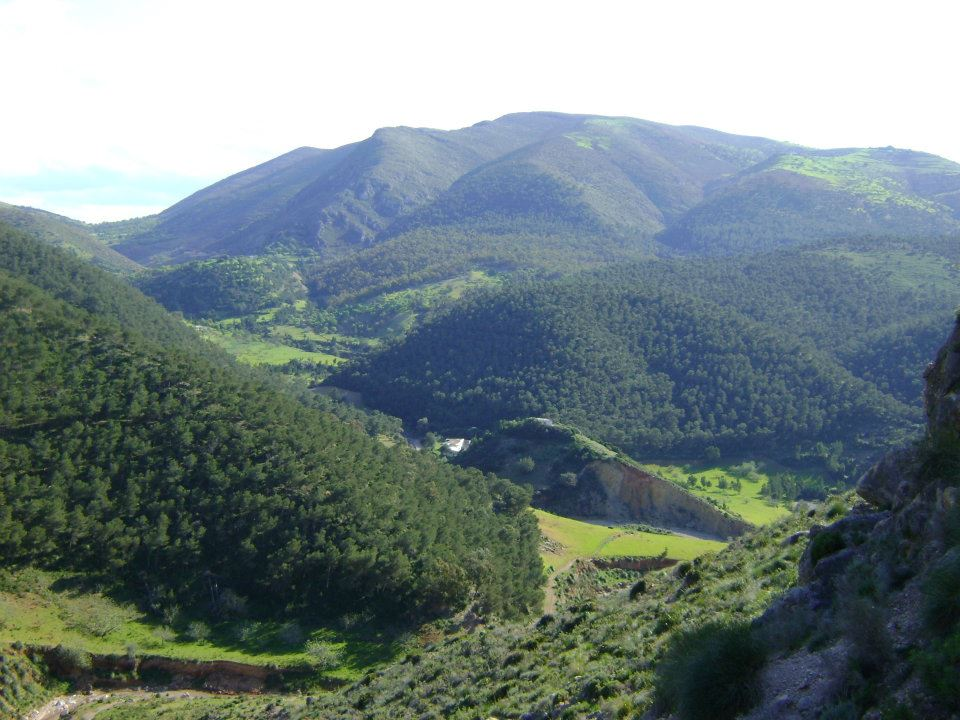
الحديقة الوطنية بالحسيمة

النباتات في المغرب تعتمد بشكل كبير على مناخه. فعلى سبيل المثال، توجد الأشجار الشائكة في مناطق جغرافية أكثر برودة من غيرها. بالإضافة إلى ذلك، يتمتع المغرب بغابات وفيرة ومتنوعة. يتم العثور بشكل رئيسي على الأرز الأطلسي والأشجار الشائكة في هذه الغابات الكبيرة. تقع هذه الغابات بشكل رئيسي في المناطق الجبلية.
في الأماكن الأكثر دفئًا ، يمكنك العثور على العديد من أشجار النخيل والشجيرات في جميع أنحاء المدينة. هذه النخيل ، في هذه المناطق القاحلة ، لا تحتاج إلى عناية خاصة أو مياه وفيرة.
نباتات المغرب شديدة التنوع ، لأنها تعتمد على الطبيعة الجيولوجية للأرض والمناخ الذي يؤثر على تطورها.

## المناطق الجغرافية والمناخية

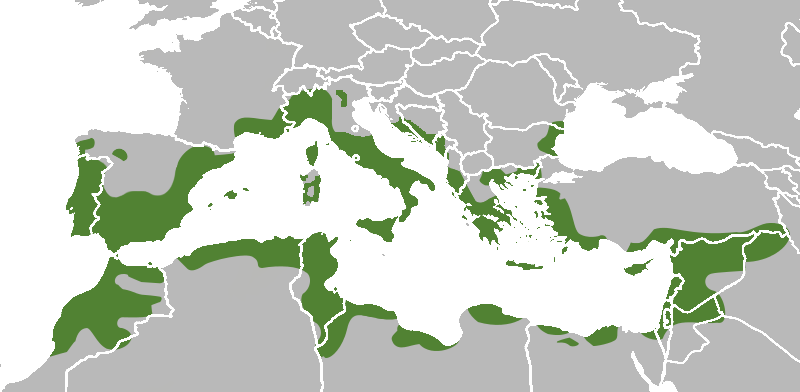
توزيع شجرة الزيتون في منطقة البحر الأبيض المتوسط

### سهول شمال الأطلسي
- مناخ البحر الأبيض المتوسط مع تأثير محيطي
- مساحات زراعية كبيرة : سهل الغرب (نهر سبو ، شمال شرق) ، حوض لوكوس ( إقليم العرائش ، شمال غرب).
- غابات البلوط الهولم ، والبلوط الفلين والأوكالبتوس

### سهول دكالة وحوض سوس
- زيادة الجفاف (باتجاه الجنوب وأكادير)
- سهل دكالة ، ساحل الصويرة ، حوض سوس
- شجرة الأركان والحمضيات والخضروات

### صواني داخلية
- هلال من فاس (شمال شرق) إلى مراكش (جنوب غرب)
- مناخ قاري إلى شبه جاف
- ميسيتا ، السهوب بأشجار العناب ، الشجيرات الشائكة ، الكروم ، أشجار الزيتون

### ساحل البحر المتوسط والريف
- الريف حوض ملوية
- الصنوبر والبلوط والبلوط والأرز والتنوب ؛ في الشرق الأكثر جفافاً ، مكيس وحلب الصنوبر
- محاصيل القنب

### الأطلس المتوسط والعالي
- المناخ الجبلي ، مع التأثيرات الأطلسية / المتوسطية / الصحراوية

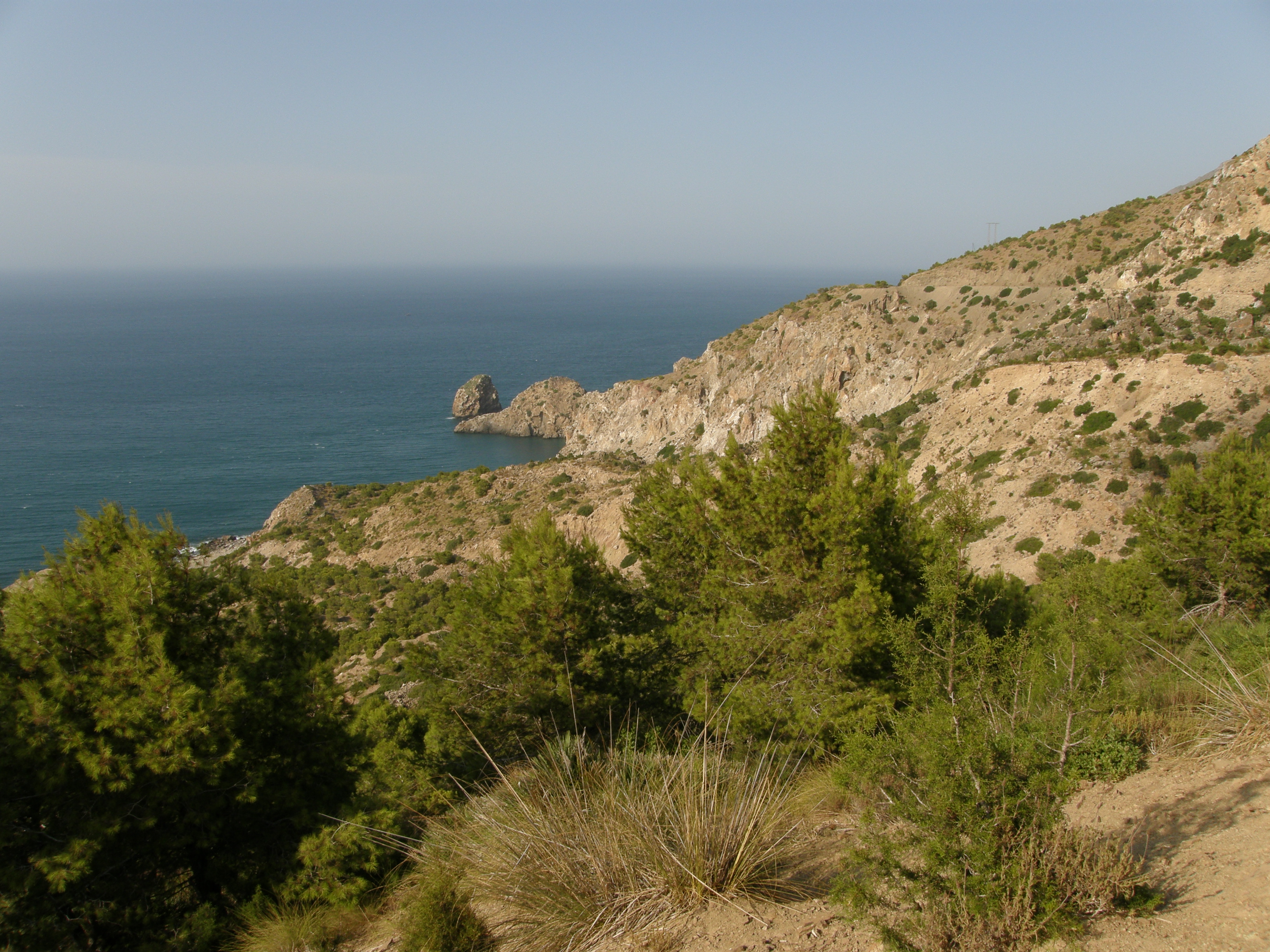
طبيعة مغربية

- طبيعة مغربية مناظر طبيعية خلابة ، غابات الأرز ، غابات البلوط ، صنوبر حلب
- على المنحدرات المحمية : نباتات متناثرة تتكون من أنواع أكثر غرابة (الأرز ، العرعر ، الخروب ، أطلس الفستق)[3]

### جبال الأطلس ووديان ما قبل الصحراء
- مناخ صحراوي مع تأثيرات جبلية

منطقة السهوب والغابات المتناثرة شمال الصحراء

- السهوب : غابات السهوب والمتفرقة شمال الصحراء
- واحة (وادي دادس ، وادي درعة . . . )

### الصحراء

الصحارى

- المناخ الصحراوي : الصحارى والشجيرات الجافة
- نباتات نادرة جدا : ergs (صحراء الكثبان) و regs (صحراء الحصى)

## مقالات ذات صلة
- جغرافيا المغرب ، جيولوجيا المغرب
- مناخ المغرب ، تغير المناخ في المغرب
- قائمة المناطق البيئية في المغرب والمتنزهات الوطنية في المغرب
- قائمة المجاري المائية المغربية ، الخطارة (الري الجوفي)
- خصخصة المياه في المغرب
- قائمة محميات المحيط الحيوي في المغرب العربي
- البيئة في المغرب ، الحيوانات والنباتات المغربية ، فلورا المغرب
- الزراعة في المغرب (14٪ من الناتج المحلي الإجمالي ، 40٪ من السكان النشطين)
- مخطط المغرب الأخضر (2008-2020) ، مخطط الجيل الأخضر (2020-2030)
- مطبخ مغربي ، شاي في المغرب
- زراعة الكروم في المغرب
- واحة بالمغرب سكورة